# Коротков, Алексей Васильевич
Алексей Васильевич Коротков (1906—1945) — народный комиссар внутренних дел и государственной безопасности Армянской ССР и Таджикской ССР, комиссар государственной безопасности (1943).

## Биография
Родился в русской семье крестьянина-бедняка. Образование получил в школе-семилетке села Шишкино Костромского уезда в 1922. Делопроизводитель в Шишкинском волостном исполкоме с апреля 1921 до сентября 1923. Рабочий-съёмщик, сортировщик на 1-й объединенной текстильной фабрике им. В. И. Ленина в Костроме с октября 1923 до ноября 1924. Окончил 1-е Центральные курсы пионерских работников в Москве с декабря 1924 до марта 1925. Председатель бюро пионеров Костромского горкома—райкома РЛКСМ с апреля до июля 1925. Заведующий политпросветом, председатель бюро пионеров Буйского уездного комитета ВЛКСМ с августа 1925 до июля 1926. В ВКП(б) с апреля 1926 (член ВЛКСМ в 1922—1934). Председатель бюро пионеров, заместитель заведующего агитационно-пропагандистского отдела Костромского губкома ВЛКСМ с июля 1926 до марта 1927. Секретарь Президиума Костромской губернии ЦКК—РКИ с марта 1927 до октября 1928.
В войсках ОГПУ рядовой 2-го полка отдельной дивизии оперативного назначения ОГПУ с ноября 1928 до января 1931. Затем сотрудник Экономического управления ОГПУ СССР с 1931 до апреля 1933. Помощник уполномоченного 1-го отделения ЭКУ ОГПУ СССР (ЭКО ГУГБ НКВД СССР) с 1 апреля 1933 до 25 мая 1935. Оперативный уполномоченный 1-го отделения ЭКО ГУГБ НКВД СССР до 1936, оперативный уполномоченный 13-го отделения 3-го отдела ГУГБ НКВД СССР до 3 октября 1937, помощник начальника 13-го отделения 3-го отдела ГУГБ НКВД СССР с 3 октября 1937 до 1938. Сотрудник центрального архива (ЦА) НКВД СССР с 1938 до января 1939. Помощник начальника следственной части НКВД СССР с января до 28 февраля 1939. Народный комиссар внутренних дел Армянской ССР до 26 февраля 1941, народный комиссар государственной безопасности Армянской ССР до 31 июля 1941. Народный комиссар внутренних дел Таджикской ССР до 7 мая 1943, народный комиссар государственной безопасности Таджикской ССР до 7 февраля 1945. Депутат Верховного Совета СССР 1-го созыва (доизбран).

## Звания
- младший лейтенант ГБ, 11.12.1935;
- лейтенант ГБ, 08.04.1938;
- капитан ГБ, 25.02.1939 (произведён из лейтенанта ГБ);
- комиссар ГБ, 14.02.1943.

## Награды
- орден Красной Звезды, 26.04.1940;
- знак «Заслуженный работник НКВД», 04.02.1942;
- орден Красного Знамени, 20.09.1943;
- орден Красной Звезды, 03.11.1944.